# Nagynyulas község
Nagynyulas község (románul: Comuna Milaș) község Beszterce-Naszód megyében, Romániában. Központja Nagynyulas, beosztott falvai Gémestanya, Hegymögött, Hirántanya, Komlód, Oroszfája.

## Népessége
A 2011-es népszámlálás adatai alapján a község népessége 1286 fő volt.